# Hedi Preissegger
Hedi Preissegger (eigentlich Hedwig Preissegger; * 10. Mai 1951) ist eine österreichische Komponistin und Chorleiterin des „Grenzlandchors Arnoldstein“. Sie wohnt in Pörtschach am Wörther See in Kärnten.

## Leben und Wirken
Bereits im Alter von vier Jahren gab die Tochter von Gretl Komposch ihr Debüt als Solistin im Grenzlandchor Arnoldstein mit dem Lied Ave Maria. Im Alter von zwölf Jahren erfolgte der erste sängerische Höhepunkt auf Schallplatte durch ein Solo im Grenzlandchor. Bei zahlreichen Konzertreisen auf allen fünf Kontinenten begeisterte Hedwig Preissegger mit ihren Solodarbietungen ein Millionenpublikum. Mehr als 40 Jahre blieb sie dem Chor als Sängerin treu, bis sie im Jahre 2006 den Chor als Chorleiterin übernahm.
Des Weiteren ist sie als Komponisten tätig. Ihre erste Komposition So zoart wia a Federle stammt aus den 1980er Jahren. Mittlerweile hat sie mehr als 100 Werke komponiert, die nicht nur in Österreich bekannt geworden sind.

## Werke
- Gernhabn tuat guat
- So zart wia a Federle
- In Gedånkn bin ih bei dir
- In Herzn brennt leise a Feiale
- In's åndre Leb'n
- Und mei Herzle schlågt füars Lånd
- Im Lånd is schon still
- Lei mei anzige Liab
- Möcht dei Liab nia mehr vamissn
- Im Herzn brennt leise a Feiale
- Dås Lebn is heit
- Werd liachta da Tåg
- Sterne begehrt man nicht
- Wåndern im Wåld
- Tråg a Bildle von dir
- Wånn die Åbendsunn

## Auszeichnungen
- 2007: Ehrenzeichen des Landes Kärnten[1]
- 2009: Goldenes Verdienstzeichen der Republik Österreich[2]